# 가야노미야 구니노리 왕

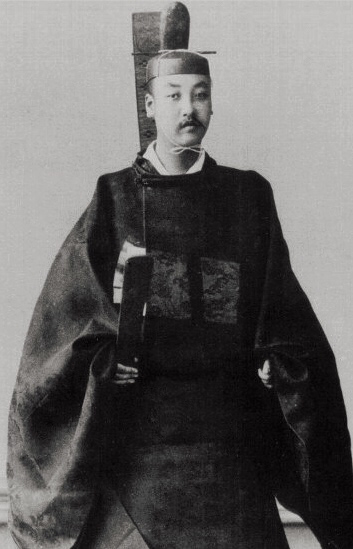
가야노미야 구니노리 왕

가야노미야 구니노리 왕(賀陽宮邦憲王)은 일본 제국의 황족이다. 이세 신궁의 제주. 구니노미야 아사히코 친왕의 제2왕자. 아키히토의 외숙이다.